# اینشیپشن
«اینشیپشن» (به انگلیسی: Insheeption) دهمین قسمت از فصل چهاردهم سریال کارتونی آمریکایی ساوت پارک، و به‌طور کلی دویست و پنجمین قسمت پخش شده از این مجموعه است. این قسمت در تاریخ بیستم اکتبر سال ۲۰۱۰ از شبکه کابلی کمدی سنترال به نمایش درآمد.

نام و تم کلی این قسمت تمسخر فیلم سرآغاز (به انگلیسی: Inception) است و در متن سریال هم اشاره‌های متعددی به المان‌های این فیلم و فیلم کابوس در خیابان الم شده‌است.

## خلاصه
استن گرفتار بیماری احتکار است و برای رفع مشکلش پیش آقای مکی، مشاور مدرسه، رفته و در آنجا متوجه می‌شود مدیر نیز با این بیماری دست و پنجه نرم می‌ند و هر دو به همراه یک گوسفندچران∗ به پیش یک روان‌پزشک می‌روند تا مشکلشان را حل کند و روان‌پزشک آنها را به خواب می‌فرستد تا مشکل آنها بررسی شود.
آنها هر سه در خواب مدیر مدرسه در حالی که در سال چهارم است قرار می‌گیرند و خاطره بد وی را در می‌یابند که او چون یکی از بچه‌های مدرسه به پیش مدیر لو داده‌است به او تجاوز می‌شود ولی در نهایت می‌فهمیم که وی ار دست آن بچه‌ها فرار می‌کند ولی آن کسی به مدیر مدرسه تجاوز می‌کند یک عروسکی به نام «وودزی اول» (به معنی جغد چوبی) است و در انتها هم هم کریگ که صورتی شبیه ضدقهرمان فیلم کابوس در خیابان الم‌ دارد کشته می‌شود و شخصیت‌های فیلم سرآغاز نیز آن دوستان را می‌کشند.